# 新四军标语
31°17′35″N 119°39′26″E / 31.29319°N 119.65720°E
新四军标语，是位于中华人民共和国江苏省无锡市宜兴市祝陵村宗炳康家的西墙上的一处遗迹，是江苏省文物保护单位。

## 沿革
抗日战争爆发后，国军对新四军进行围剿。1945年农历八月十三（9月8日），新四军苏浙军区在宜南山区活动的一支小分队潜入祝陵村，在寡妇闵宜大家的外墙上用红色颜料书写：“要求国民政府取消特务机关，释放爱国政治犯”的标语。该标语长6米，高1.3米，落款“苏浙新四军”。不久此事传遍整个宜兴。第三天，国军赶到现场，并拷打闵宜大要交出新四军，但她坚持自己不知情，最后被释放。国军要求铲除标语，闵宜大在邻居帮助下，用稀黄泥将标语暂时涂改。新四军得知后，凑钱给30元津贴费给闵宜大治伤病。数年后，黄泥开始脱落，标语再次出现。
1959年，宜兴文物管理委员会在善卷公社祝陵村小街的山墙上发现此标语，闵宜大过世后，其子宗炳康仍居此房并看守标语遗迹。1982年3月25日，江苏省人民政府公布其为江苏省文物保护单位。